# 우아테르말부아포르

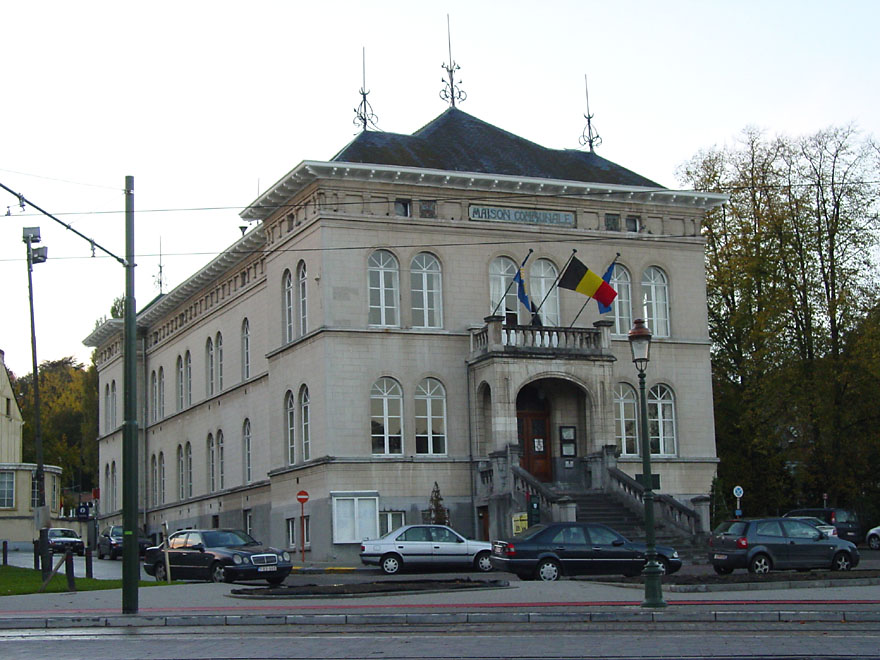
우아테르말부아포르

우아테르말부아포르(프랑스어: Watermael-Boitsfort, 발음: [watɛʁmal bwafɔʁ]) 또는 바테르말보스보르더(네덜란드어: Watermaal-Bosvoorde, 발음 [ˈʋaːtərmaːl ˈbɔsfoːrdə] ( 듣기))는 벨기에 브뤼셀 수도 지역을 구성하는 19개 지방 자치체 가운데 하나로 면적은 12.93km2, 인구는 24,303명(2013년 1월 1일 기준), 인구 밀도는 1,900명/km2이다.

시기
시 문장